# XProc
XProc (от англ. XML Processing) — официально утверждённая рекомендация комитета W3C по описанию XML-конвейеров на языке преобразования XML. Рекомендация была утверждена 11 мая 2010 года.

## Примеры кода
Ниже приведен пример XProc-файла:
```
<p:pipeline
 
name=
"pipeline"
 
xmlns:p=
"http://www.w3.org/ns/xproc"
 

  
version=
"1.0"
>

  
<p:input
 
port=
"schemas"
 
sequence=
"true"
/>

  
<p:xinclude
 
name=
"included"
>

    
<p:input
 
port=
"source"
>

      
<p:pipe
 
step=
"pipeline"
 
port=
"source"
/>

    
</p:input>

  
</p:xinclude>

  
<p:validate-with-xml-schema
 
name=
"validated"
>

    
<p:input
 
port=
"source"
>

      
<p:pipe
 
step=
"included"
 
port=
"result"
/>

    
</p:input>

    
<p:input
 
port=
"schema"
>

      
<p:pipe
 
step=
"pipeline"
 
port=
"schemas"
/>

    
</p:input>

  
</p:validate-with-xml-schema>

</p:pipeline>

```

Данный конвейер состоит из двух неделимых частей (шагов или этапов): XInclude (подключение) и Validate (проверка). Конвейер сам по себе обладает двумя входными параметрами: «source» (исходный документ) и «schemas» (список W3C XML-схем). Часть XInclude считывает исходный «source» конвейера и создает промежуточный документ. Часть Validate считывает входящие «schemas» конвейера и результат, полученный XInclude, затем создает итоговый документ. Результат проверки — это и есть результат работы конвейера.
Ниже представлен аналогичное описание укороченного XProc-конвейера:
```
<p:pipeline
 
name=
"pipeline"
 
xmlns:p=
"http://www.w3.org/ns/xproc"
>

  
<p:input
 
port=
"schemas"
 
sequence=
"true"
/>

  
<p:xinclude/>

  
<p:validate-with-xml-schema>

    
<p:input
 
port=
"schema"
>

      
<p:pipe
 
step=
"pipeline"
 
port=
"schemas"
/>

    
</p:input>

  
</p:validate-with-xml-schema>

</p:pipeline>

```

## Реализации
- Calabash, поддерживается Норманом Уолшем  (англ.)
- Calumet — реализация XProc от EMC  (англ.)
- QuiXProc, реализация XProc от Innovimax  (англ.)
- yax — реализация на языке Java 5 (на основе черновика рекомендации)  (англ.)  (нем.)